# Misburger Urnengräberfeld

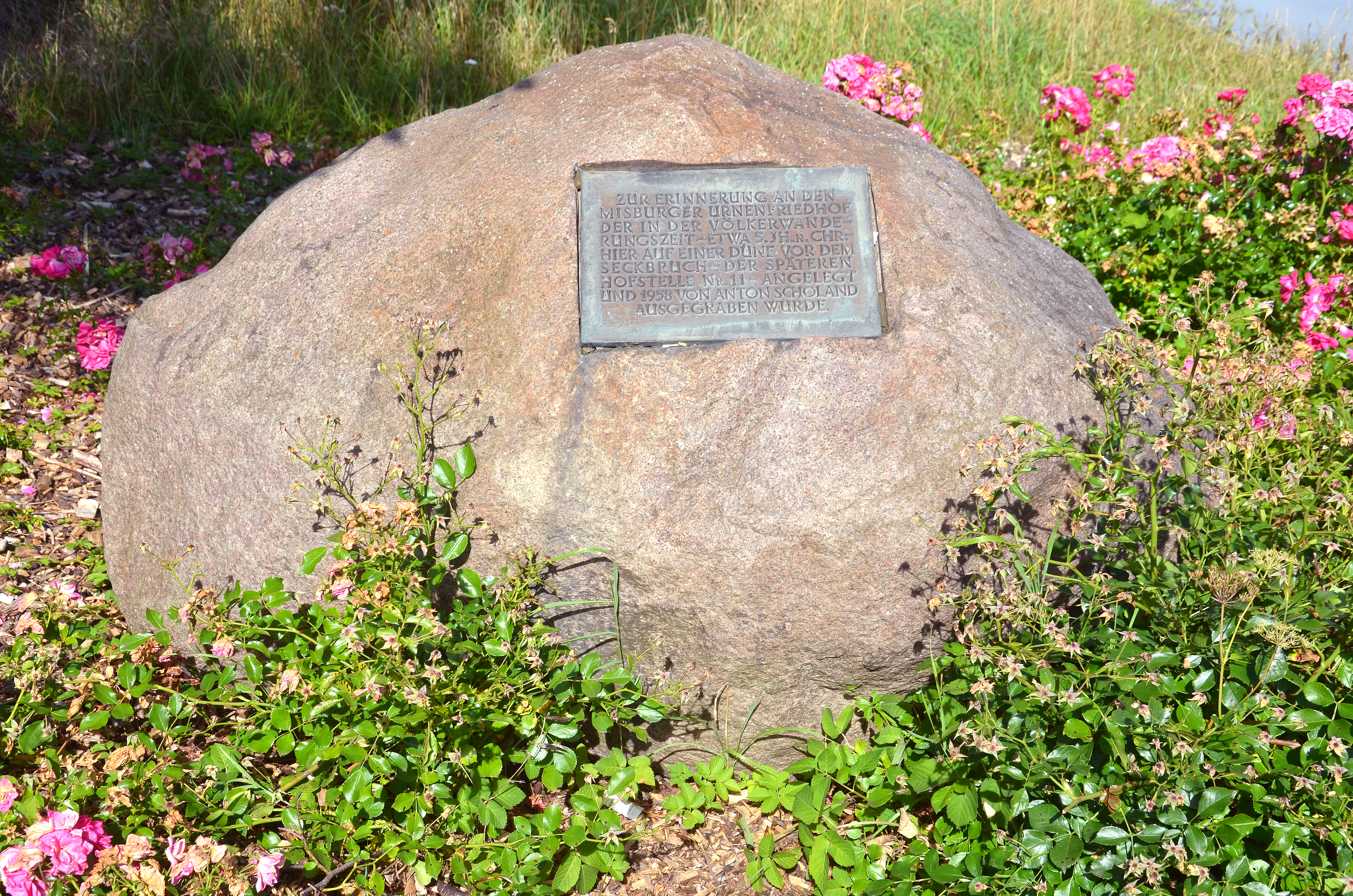
Findling an Stelle des historischen Friedhofes an der heutigen Anderter Straße in Misburg-Nord

Das Misburger Urnengräberfeld in Hannover war ein im 4. und 5. Jahrhundert belegtes Gräberfeld der germanischen Siedlung „Mudisa“. 1958 wurden bei einer stadtarchäologischen Grabung dort 38 Bestattungsurnen an der heutigen Anderter Straße im Stadtteil Misburg-Nord gefunden.

## Geschichte

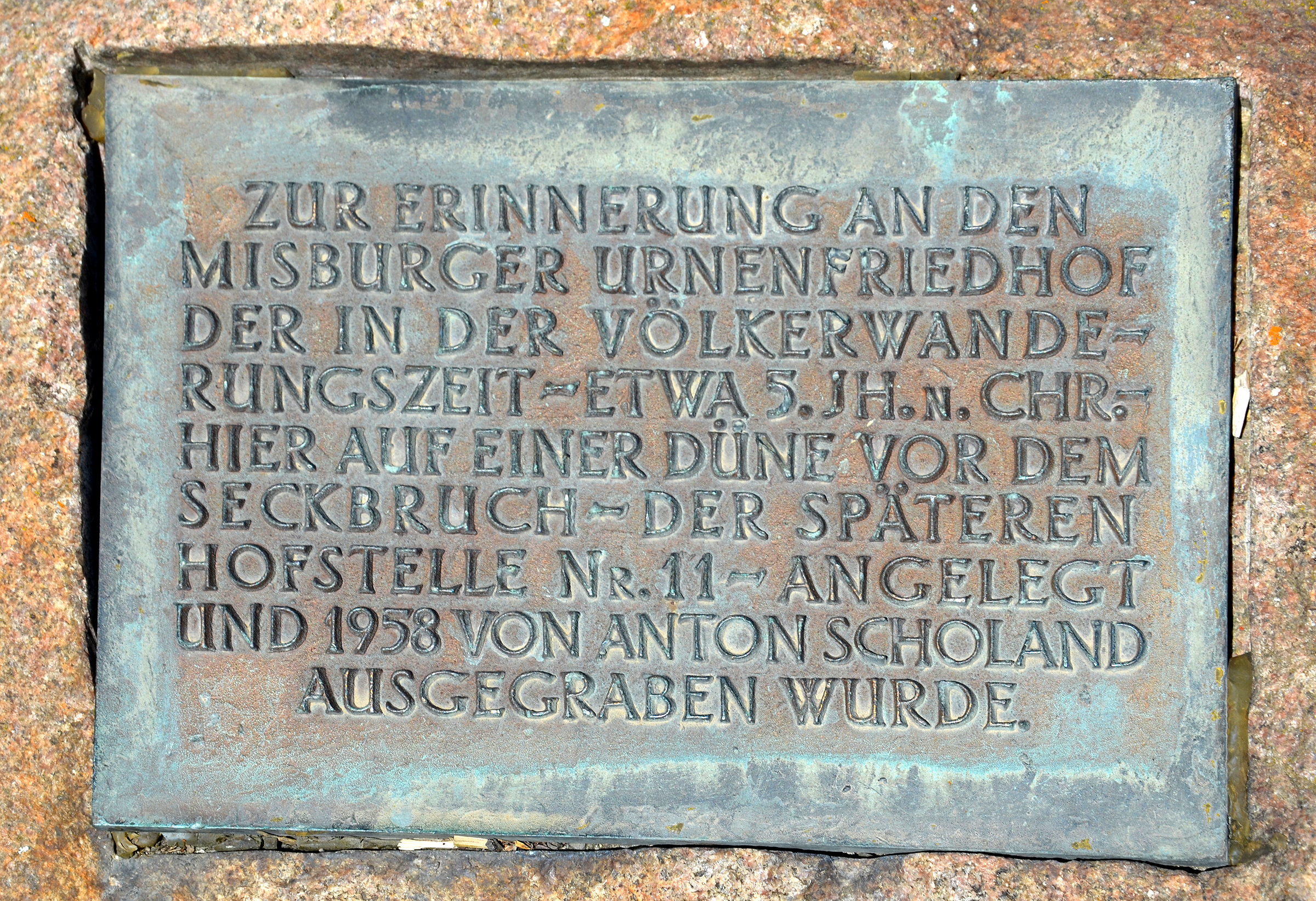
Auf dem Gedenkstein eingelassene Inschriftentafel

Noch vor dem Beginn der Völkerwanderung in der Spätantike war an Stelle des heutigen Misburgs etwa um das Jahr 250 die Siedlung „Mudisa“ entstanden. 1958 legte der Heimatforscher und Archäologe Anton Scholand auf einer Düne vor dem Seckbruch, wo sich die heute wiederum ehemalige Hofstelle 11 des Bauern Tegtmeier befand, gemeinsam mit Rudolf Niemeyer und F. W. Lüttje ein etwa im 4. und 5. Jahrhundert genutztes Gräberfeld frei. Als Artefakte wurden dabei 38 Urnen aus Keramik gefunden.
An Stelle des ehemaligen Friedhofes wurde später ein Gedenkstein mit einer Inschriftentafel aufgestellt.

„Zur Erinnerung an den Misburger Urnenfriedhof (,) der in der Völkerwanderungszeit - etwa 5. Jh. nach Chr. - hier auf einer Düne vor dem Seckbruch - der späteren Hofstelle Nr. 11 - angelegt und 1958 von Anton Scholand ausgegraben wurde.“